# Muhammed Damar
Muhammed Mehmet Damar (* 9. April 2004 in Berlin) ist ein deutsch-türkischer Fußballspieler. Er steht aktuell bei der TSG 1899 Hoffenheim unter Vertrag.

## Karriere

### Verein
Muhammed Damar begann in der Jugend des 1. FC Schöneberg mit dem Fußballspielen. Nach einigen Jahren bei den Berliner Vereinen Hertha 03 Zehlendorf und Hertha BSC wechselte er im Sommer 2020 mit 16 Jahren in die B-Jugend von Eintracht Frankfurt. In der Saison 2020/21 spielte er mit Frankfurt in der B-Junioren-Bundesliga. Wegen der COVID-19-Pandemie wurde die Saison im Oktober nach fünf Spieltagen unterbrochen und nicht mehr fortgesetzt, Damar stand in allen fünf Spielen in der Startelf. In der Saison 2021/22 absolvierte er 15 Spiele in der A-Junioren-Bundesliga.
Zur Saison 2022/23 wechselte Damar zur TSG Hoffenheim, wo er Spieler der zweiten Mannschaft in der Regionalliga Südwest werden sollte. Während der Saisonvorbereitung nahm er am Trainingslager der Bundesligamannschaft teil und wurde in mehreren Testspielen der Profis eingesetzt. Am 6. August 2022 gab Muhammed Damar am 1. Spieltag der Saison 2022/23 sein Bundesligadebüt im Spiel bei Borussia Mönchengladbach, im Alter von 18 Jahren und 119 Tagen, bei dem er in der 80. Minute für Christoph Baumgartner eingewechselt wurde. Die TSG Hoffenheim verkündete daraufhin, Damar nicht wie vorgesehen in den Kader der zweiten Mannschaft, sondern in den Profikader aufzunehmen.
Ende August 2023 wurde er bis zum Ende der Saison 2023/24 an den Zweitligisten Hannover 96 ausgeliehen. Während der Leihe spielte er insgesamt nur 58 Spielminuten für die 1. Mannschaft von Hannover. Mit der 2. Mannschaft gewann Damar in dieser Spielzeit die Meisterschaft der Regionalliga Nord und erzielte dabei 9 Tore in 8 Ligaspielen.
Mitte August 2024 wechselte Damar, dessen Vertrag bei seinem Stammverein TSG 1899 Hoffenheim zu diesem Zeitpunkt noch bis 2026 bestand, erneut per Leihe in die 2. Bundesliga und schloss sich für ein Jahr der SV Elversberg an. Dort gehörte Damar zu den Leistungsträger und trug dazu bei, dass Elversberg mit dem 3. Tabellenplatz  in der 2. Bundesliga ihr bislang erfolgreichstes Jahr erlebte. Im Anschluss an die Leihe verlängerte er seinen Vertrag in Hoffenheim.

### Nationalmannschaft
Damar bestritt seit dem Jahr 2022 für die U18 und die U19 des DFB insgesamt neun Spiele, bei denen ihm sechs Tore gelangen.

## Titel
- Meister der Regionalliga Nord: 2024